# Frida Winnerstrand
Karolina Alfrida (Frida) Winnerstrand, född Kumlin 23 januari 1881 i Lövsta, Järfälla församling, död 1 december 1943 i Stockholm, var en svensk skådespelare. Hon var från 1906 gift med skådespelaren Olof Winnerstrand.

## Biografi
Frida Winnerstrand, som var dotter till arrendatorn Alfred Kumlin och Karolina Kristina, född Larsson, scendebuterade 1896 i Anna Lundbergs turnerande teatersällskap, och fortsatte med vidare teaterstudier vid Dramatens elevskola 1900–1901 och hos Emil Hillberg 1901–1902. Året därefter turnerade hon med Hjalmar Selanders sällskap. Hon engagerades av Albert Ranft 1903 vid gamla Östermalmsteatern, för att sen hamna ett år på Svenska teatern och slutligen engageras vid Vasateatern 1905–1919. Tillsammans med maken Olof Winnerstrand var hon här en av de drivande krafterna i Vasans dåtida fars- och komedirepertoar, där skådespelarparet nådde stora framgångar på scen när de spelade mot varandra i flera uppsättningar av George Bernard Shaws, Georges Feydeaus och Oscar Wildes pjäser.
Från och med 1919 fram till sin död 1943 var Frida Winnerstrand fast anställd vid Dramaten där några av hennes främsta roller bland annat var som Lady Chiltern i Oscar Wildes En idealisk äkta man (1919) och som Lady Bracknell i Wildes Mr Ernest (1923), Beline i Molières Den inbillade sjuke, Julia i uruppsättningen av Hjalmar Bergmans Swedenhielms (1929), Ingrid i Alf Sjöbergs uppsättning av Stor-Klas och Lill-Klas (Gustaf af Geijerstam), Adelaide i Tor Hedbergs Johan Ulfstierna (1932), Fru Åvik i Birger Sjöbergs Kvartetten som sprängdes (1935), mamma Essie Miller i Eugene O'Neills Ljuva ungdomstid (1935–1936), Muriel Weston i Dodie Smiths En sån dag! (1938), Fru Heyst i Strindbergs Påsk (1939), som Mor i Falla i Selma Lagerlöfs Kejsarn av Portugallien (1939) och Emma i Hjalmar Bergmans Farmor och vår herre (1941). Sin allra sista scenroll gjorde hon 1943, som Clémence, i Robert Boissys pjäs Vår hemliga dröm. Sammanlagt gjorde hon 65 roller på Dramaten.
Filmdebuten skedde 1920 i Pauline Brunius kortfilm De läckra skaldjuren, och hon kom att medverka i tio filmproduktioner (dock endast tre talfilmer). Frida Winnerstrand var från 1906 gift med skådespelaren Olof Winnerstrand. De utgjorde ett välkänt skådespelarpar som ofta spelade mot varandra på teaterscenen. Tillsammans spelade de även i den populära radioteaterserien Familjen Björck (som sändes som radioföljetong mellan 1936 och 1943) och sedermera i filmversionen av serien som filmades 1940.
Frida Winnerstrand avled i cancer 1943. Hon är begravd på Norra begravningsplatsen utanför Stockholm.

## Filmografi i urval
- 1920 – Trollsländan
- 1920 – Ombytta roller
- 1920 – De läckra skaldjuren
- 1921 – Ryggskott
- 1921 – Lev livet leende
- 1924 – Herr Vinners stenåldersdröm
- 1936 – Äventyret
- 1938 – Blixt och dunder
- 1940 – Familjen Björck
- 1959 – Djurgårdsmässan

## Teater

### Roller (ej komplett)
| År   | Roll                         | Produktion                                                                                    | Regi                     | Teater                     |
| ---- | ---------------------------- | --------------------------------------------------------------------------------------------- | ------------------------ | -------------------------- |
| 1903 | Ingeborg Engelbrektsdotter   | Engelbrekt och hans dalkarlar August Blanche                                                  |                          | Östermalmsteatern          |
| 1903 |                              | Sten Stures löfte Frans Hedberg                                                               |                          | Östermalmsteatern          |
| 1904 |                              | Venus från saluhall'n Axel Bosin och Ernst Wallmark                                           |                          | Östermalmsteatern          |
| 1904 | Cherubin                     | Figaros bröllop Pierre de Beaumarchais                                                        |                          | Svenska teatern, Stockholm |
| 1905 | Sigrid den fagra             | Bröllopet på Ulfåsa Frans Hedberg                                                             |                          | Svenska teatern, Stockholm |
| 1905 | Berthe                       | Daglannet Björnstjerne Björnson                                                               |                          | Svenska teatern, Stockholm |
| 1905 | Marie                        | Den stora hemligheten Pierre Wolff                                                            |                          | Södra Teatern              |
| 1906 |                              | Spindelväven Thore Blanche                                                                    |                          | Vasateatern                |
| 1906 | Lady Windermere              | Solfjädern Oscar Wilde                                                                        |                          | Vasateatern                |
| 1907 | Cecily Cardew                | Mister Ernst (The Importance of Being Ernest) Oscar Wilde                                     |                          | Vasateatern                |
| 1907 |                              | Fernands giftermål Georges Feydeau                                                            |                          | Vasateatern                |
| 1907 |                              | Herculespillerna Maurice Hennequin                                                            |                          | Vasateatern                |
| 1907 |                              | Två gånger två är fem Gustav Wied                                                             |                          | Vasateatern                |
| 1907 |                              | Cathérine Henri Lavedan                                                                       |                          | Vasateatern                |
| 1908 | Gloria                       | Man kan aldrig veta George Bernard Shaw                                                       |                          | Vasateatern                |
| 1908 | Thérèse                      | Det nya huset Thore Blanche                                                                   |                          | Vasateatern                |
| 1908 |                              | Amatörtjuven (Raffles, The Amateur Cracksman) E. W. Hornung och Eugene Presbrey               |                          | Vasateatern                |
| 1908 |                              | Har ni något att förtulla? Maurice Hennequin                                                  |                          | Vasateatern                |
| 1908 | Josette                      | Fröken Josette - min hustru Paul Gavault och Robert Charvay                                   |                          | Vasateatern                |
| 1908 | Rowena Eggington             | Bland bålde riddersmän Harriett Jay                                                           | Knut Nyblom              | Vasateatern                |
| 1910 | Suzanne                      | Sendraget Maurice Hennequin                                                                   | Knut Nyblom              | Vasateatern                |
| 1910 | Penelope                     | Penelope Somerset Maugham                                                                     | Albert Ranft Knut Nyblom | Vasateatern                |
| 1910 | Inez de Sagasta              | Löjtnanten som förmyndare Leo Walter Stein                                                    | Knut Nyblom              | Vasateatern                |
| 1910 | Berthe Gonthier              | Utan inbjudningskort Tristan Bernard                                                          | Knut Nyblom              | Vasateatern                |
| 1911 | Lucienne Lambrisset          | Coralie och Co Maurice Hennequin och Albin Valabrègue                                         | Knut Nyblom              | Vasateatern                |
| 1911 | Signe Kahl                   | Silkesstrumpan Algot Sandberg                                                                 | Knut Nyblom              | Vasateatern                |
| 1911 | Micheline                    | Buridans åsna Robert de Flers och Gaston Arman de Caillavet                                   | Knut Nyblom              | Vasateatern                |
| 1911 | Gilberte Bocard              | Ballongen Paul Armont och Nicolas Nancey                                                      | Knut Nyblom              | Vasateatern                |
| 1912 |                              | Min baby Margaret Mayo och Theo Wall                                                          |                          | Vasateatern                |
| 1912 |                              | Korsdraget Ellen Lundberg-Nyblom                                                              |                          | Vasateatern                |
| 1912 | Harriet Arbe                 | Kommanditbolaget Wall, Berger & C:o Einar Fröberg                                             | Knut Nyblom              | Vasateatern                |
| 1912 | Léontine                     | Leda och svanen Algot Sandberg                                                                | Knut Nyblom              | Vasateatern                |
| 1912 | Norah Creigleton             | Den nakna sanningen George Paston och W.B. Maxwell                                            |                          | Vasateatern                |
| 1912 | Helene Heyer                 | Hur man vinner en man (The Lottery Man) Rida Johnson-Young                                    | Knut Nyblom              | Vasateatern                |
| 1913 | Cecily Cardew                | Mister Ernst (The Importance of Being Ernest) Oscar Wilde                                     |                          | Vasateatern                |
| 1913 | Irene                        | Som man är klädd... Gábor Drégely                                                             | Knut Nyblom              | Vasateatern                |
| 1913 | Mulli Förster                | Ett modernt äktenskap (Das paar nach der mode) Raoul Auernheimer                              | Knut Nyblom              | Vasateatern                |
| 1913 | Gobette                      | Borgmästarinnan Maurice Hennequin och Pierre Veber                                            | Albert Ranft             | Vasateatern                |
| 1914 | Wally                        | Spanska flugan (Die spanische Fliege) Franz Arnold och Ernst Bach Översättning Algot Sandberg | Knut Nyblom              | Vasateatern                |
| 1914 | Adele                        | Kompanjonen (Der Compagnon) Adolph L'Arronge                                                  | Knut Nyblom              | Vasateatern                |
| 1914 | Frida                        | Livet på landet (Onkel Bräsig) Fritz Reuter                                                   |                          | Vasateatern                |
| 1914 | Ginette                      | När fruarna resa André Monetzi-Eon och Nicolas Nancey                                         | Knut Nyblom              | Vasateatern                |
| 1915 | Frasquita                    | Nattfrämmande Fritz Friedmann-Frederich                                                       |                          | Vasateatern                |
| 1915 | Viviane                      | Ferdinands giftermål Georges Feydeau                                                          |                          | Vasateatern                |
| 1915 | Fru Sarkany                  | Försvarsadvokaten Ferenc Molnár                                                               | Knut Nyblom              | Vasateatern                |
| 1916 | Huguette de Cermoise         | Krigsäran Maurice Hennequin                                                                   | Knut Nyblom              | Vasateatern                |
| 1916 | Maud                         | Lilla tuttenuttan Anthony L. Ellis                                                            | Knut Nyblom              | Vasateatern                |
| 1916 | Odette                       | Herkulespillerna Maurice Hennequin                                                            |                          | Vasateatern                |
| 1917 | Liza                         | Efter skilsmässan Algot Sandberg                                                              | Knut Nyblom              | Vasateatern                |
| 1917 | Caroline Crawley             | Fru Carolines friare Somerset Maugham                                                         | Knut Nyblom              | Vasateatern                |
| 1917 | Lucienne Lambrisset          | Fru Marjolins gudson Maurice Hennequin, Pierre Veber och Henry de Gorsse                      | Knut Nyblom              | Vasateatern                |
| 1917 | Pea Lesse                    | Pultronen Lechmere Worrall och Harold Terry                                                   | Knut Nyblom              | Vasateatern                |
| 1917 | Fylgia                       | Dollarmiljonen Anders Eje                                                                     | Knut Nyblom              | Vasateatern                |
| 1918 | Mrs Cynthia Karlslake        | Äktenskapskarusellen Langdon Mitchell                                                         |                          | Vasateatern                |
| 1918 | Ethel                        | Häxmästaren Georges Berr och Louis Verneuil                                                   | Knut Nyblom              | Vasateatern                |
| 1919 | Lady Chiltern                | En idealisk äkta man Oscar Wilde                                                              | Karl Hedberg             | Dramaten                   |
| 1920 | Helene                       | Det röda bandet Carl Mathern och Toni Impekoven                                               | Karl Hedberg             | Dramaten                   |
| 1921 | Fanny Juillet                | Resan till Le Havre Louis Verneuil                                                            | Tor Hedberg              | Dramaten                   |
| 1921 | Lea                          | Porträttet Karl Sloboda                                                                       | Karl Hedberg             | Dramaten                   |
| 1922 | Natalia Stepanowna           | Ett frieri Anton Tjechov                                                                      | Gustaf Linden            | Dramaten                   |
| 1922 | Marguerite                   | Den leende fru Madeleine André Obey och Denys Amiel                                           | Olof Molander            | Dramaten                   |
| 1922 | Fru Lund                     | Andras affärer Gustaf af Geijerstam                                                           | Gustaf Linden            | Dramaten                   |
| 1922 | Grevinnan d'Eguzon           | Äventyret Gaston Arman de Caillavet och Robert de Flers                                       | Karl Hedberg             | Dramaten                   |
| 1923 | Lady Bracknell               | Mister Ernest (The Importance of Being Ernest) Oscar Wilde                                    | Gustaf Linden            | Dramaten                   |
| 1923 | Wally                        | Sköldpaddskammen Richard Kessler                                                              | Karl Hedberg             | Dramaten                   |
| 1924 | Fru Julius                   | Äventyrens värld Christian Günther                                                            | Karl Hedberg             | Dramaten                   |
| 1925 | Olympe                       | Kameliadamen Alexandre Dumas d. y.                                                            | Olof Molander            | Dramaten                   |
| 1925 | Lady Jane Walton             | Storstädning Frederick Lonsdale                                                               | Olof Molander            | Dramaten                   |
| 1926 | Prinsessan Della Cercola     | Societet W. Somerset Maugham                                                                  | Gustaf Linden            | Dramaten                   |
| 1926 | Hortensia                    | Värdshusvärdinnan Carlo Goldoni                                                               | Karl Hedberg             | Dramaten                   |
| 1927 | Edit Ingerson                | Ombord Prins Wilhelm                                                                          | Olof Molander            | Dramaten                   |
| 1927 | Belline                      | Den inbillade sjuke Molière                                                                   | Olof Molander            | Dramaten                   |
| 1928 | Fru Sarkany                  | Försvarsadvokaten Ferenc Molnar                                                               | Karl Hedberg             | Dramaten                   |
| 1928 | Honoria Looe                 | Ryktbarhet Arnold Bennett                                                                     | Gustaf Linden            | Dramaten                   |
| 1929 | Millicent Hannay             | Jokern H. Marsh Harwood                                                                       | Olof Molander            | Dramaten                   |
| 1929 | Julia Koerner                | Swedenhielms Hjalmar Bergman                                                                  | Gustaf Linden            | Dramaten                   |
| 1930 | Kate Trent                   | Ungkarlspappan Edward Childs Carpenter                                                        | Olof Molander            | Dramaten                   |
| 1931 | Dorothy                      | Fadershjärtat W. Somerset Maugham                                                             | Alf Sjöberg              | Dramaten                   |
| 1931 | Mrs Nupkins                  | Pickwick-klubben František Langer efter Charles Dickens                                       | Olof Molander            | Dramaten                   |
| 1932 | Andra köksängeln             | Guds gröna ängar Marc Connelly                                                                | Olof Molander            | Dramaten                   |
| 1934 | Lelita                       | De hundra dagarna Benito Mussolini och Giovacchino Forzano                                    | Rune Carlsten            | Dramaten                   |
| 1934 | Fru Malaprop                 | Rivalerna Richard Brinsley Sheridan                                                           | Alf Sjöberg              | Dramaten                   |
| 1934 | Clara                        | Den italienska halmhatten Eugene Labiche                                                      | Olof Molander            | Dramaten                   |
| 1935 | Fru Åvik                     | Kvartetten som sprängdes Birger Sjöberg                                                       | Rune Carlsten            | Dramaten                   |
| 1935 | Essie                        | Ljuva ungdomstid Eugene O'Neill                                                               | Rune Carlsten            | Dramaten                   |
| 1936 | Elisa                        | Huset vid landsvägen Jean Jacques Bernard                                                     | Alf Sjöberg              | Dramaten                   |
| 1936 | Fridas mor                   | Fridas visor Birger Sjöberg                                                                   | Rune Carlsten            | Dramaten                   |
| 1937 | Faster Anna                  | Eva gör sin barnplikt Kjeld Abell                                                             | Rune Carlsten            | Dramaten                   |
| 1937 | Andrea                       | Vår ära och vår makt Nordahl Grieg                                                            | Alf Sjöberg              | Dramaten                   |
| 1938 | Fröken Watts                 | Kvinnorna Clare Boothe Luce                                                                   | Rune Carlsten            | Dramaten                   |
| 1938 | Muriel Weston                | En sån dag! Dodie Smith                                                                       | Rune Carlsten            | Dramaten                   |
| 1938 | Fru Maret                    | Sex trappor upp Alfred Gehri                                                                  | Pauline Brunius          | Dramaten                   |
| 1939 | Margery Harvey               | Guldbröllop Dodie Smith                                                                       | Carlo Keil-Möller        | Dramaten                   |
| 1939 | Mor i Falla                  | Kejsaren av Portugallien Selma Lagerlöf                                                       | Rune Carlsten            | Dramaten                   |
| 1940 | Mrs Kirby                    | Koppla av Moss Hart                                                                           | Carlo Keil-Möller        | Dramaten                   |
| 1940 | Överstinnan von Fluns        | Den lilla hovkonserten Toni Impekoven och Paul Verhoeven                                      | Rune Carlsten            | Dramaten                   |
| 1942 | Änkan                        | Beredskap Gunnar Ahlström                                                                     | Alf Sjöberg              | Dramaten                   |
| 1942 | Bertha, tjänare hos Naughton | Claudia Rose Franken                                                                          | Carlo Keil-Möller        | Dramaten                   |
| 1943 | Clémence                     | Vår hemliga dröm Robert Boissy                                                                | Carlo Keil-Möller        | Dramaten                   |